# Peugeot Tipo 190
O Peugeot Tipo 190 S foi um modelo sedan de duas portas produzido pela montadora francesa Peugeot entre 1928 e 1931.

## Histórico
O Tipo 190 foi lançado no final de 1928 e vendido em conjunto com o modelo leve Peugeot 5CV, que era baseado no Quadrilette, um grande sucesso de mercado da década de 1920, que ele deveria substituir.
O Tipo 190 também era um veículo pequeno, porém mais tradicional se comparado com os anteriores. Esse modelo foi também fabricado nas versões roadster e conversível. O modelo 190 era equipado com o mesmo pequeno motor de 4 cilindros em linha de 695 cc do modelo 5CV, que desenvolvia 14 hp e podia levar o carro a uma velocidade máxima de 60 km/h.
O Tipo 190 foi muito bem sucedido, e mais de 33.000 unidades foram produzidas. Em 1929 o seu sucessor, o Peugeot 201, foi lançado, sendo que o 190 permaneceu em produção até 1931.
O 190 foi um dos últimos modelos da Peugeot a ser fabricado com uma estrutura de madeira, usando carpinteiros tradicionais.

## Fim da nomenclatura tradicional
O Tipo 190 foi denominado dessa forma por ter sido o projeto de número 190 desenvolvido pela Peugeot. Na época, no entanto, essa nomenclatura não se difundiu entre os compradores, e mesmo nos catálogos, ele constava como: "La 5CV Peugeot" (Peugeot 5CV). Isso tudo mudou quando esse modelo foi substituído.
Os modelos que sucederam o Tipo 190 usavam em sua designação um conjunto de três dígitos com um zero no meio, começando com o 201, abandonando a sequência numérica dos projetos. O tamanho dos modelos passou a estar relacionado com o primeiro dígito: carros da classe 20x são menores que os da classe 30x que são menores que os da classe 40x, e carros da mesma classe são substituídos pelo próximo número ordinal no último dígito, ou seja: o 201 foi substituído pelo Peugeot 202 e assim sucessivamente.